# Richard Taylor (general)
Richard Taylor (Louisville, Kentucky, 27 de enero de 1826 -  Nueva York, 12 de abril de 1879) fue un político estadounidense y teniente general del ejército confederado durante la guerra civil estadounidense .

## Biografía
Richard Taylor era el único hijo del teniente coronel Zachary Taylor, que más tarde fue héroe de la Guerra México-Estadounidense y presidente de los Estados Unidos, y Margaret Taylor. Taylor pasó gran parte de sus primeros años de vida en la frontera estadounidense, donde su padre comandaba varios fuertes. Sin haber adquirido un título académico, Taylor terminó sus estudios en la Universidad de Yale en 1845 y acompañó a su padre como secretario de su padre durante la guerra contra México. 
Luego se instaló  en 1850 en Luisiana como plantador en una plantación que su padre compró y que él heredó después de su muerte el mismo año. En la siguiente década él convirtió esa plantación en una de las plantaciones más grandes de Luisiana, lo que le convirtió también en una de las personas más ricas del estado. En 1861 se casó y tuvo dos hijos y tres hijas. Allí también se involucró políticamente . De esa manera él fue elegido de 1855 a 1861 como miembro del Senado de Luisiana. 

### Guerra de Secesión
A pesar de estar en contra de la secesión y de la guerra, ya que era consciente de que iba a acabar en derrota para el sur, él se unió a los confederados, cuando Luisiana se unió a ellos. De esa manera, al estallar la guerra civil, Taylor, tomó el mando del 9. Regimiento de Infantería de Luisiana. Ascendido a general de brigada, se le dio pronto el mando de una brigada sirviendo bajo el mando del general Thomas Jonathan Jackson y Richard Stoddert Ewell en el valle de Shenandoah y durante la batalla de los Siete Días de Richmond, Virginia que fueron victoriosos para la confederación.
En julio de 1862, en reconocimiento por su importante papel exitoso en Shenandoah, Taylor fue ascendido a mayor general convirtiéndose en el oficial confederado más joven de recibir ese rango. Luego fue trasladado al oeste, donde asumió el mando del Distrito Militar de Luisiana de Oeste con el encargo de fortalecerlo estando ahora amenazado por los federales. En la primavera de 1864, a pesar de perder en la batalla de Pleasant Hill, Taylor derrotó a Nathaniel Prentiss Banks en su campaña de Río Rojo con su gran victoria anterior en la batalla de Mansfield. Sin embargo, se le impidió a Taylor una persecución importante por parte de su superior, Edmund Kirby Smith, que quería actuar contra el general estadounidense Frederick Steele en Arkansas. Kirby Smith y Taylor se desavenieron por este tema y, poco después, Taylor pidió por ello un nuevo mando. De esa manera fue ascendido a teniente general (junto con los soldados de caballería Wade Hampton III y Nathan Bedford Forrest, él fue el único confederado no militar en alcanzar el rango) y se le asignó el área militar de Alabama, Misisipi y el este de Luisiana el 18 de julio de 1864.
Con esta zona militar, que incluía entre otras la caballería de Nathan Bedford Forrest y la guarnición de Mobile (ciudad evacuada y ocupada por las tropas de la Unión el 12 de abril), bajo el mando de Dabney Herndon Maury, Taylor se rindió el 4 de mayo de 1865 en Citronelle, Alabama ante el general Edward Canby.

### Posguerra
Después de la guerra Taylor se puso del lado de su excuñado Jefferson Davis (la hermana de Taylor había muerto tres meses después de su matrimonio con Davis en 1835), quien fue encarcelado en Fort Monroe y regresó a Luisiana, donde vivió desde entonces en Nueva Orleans, ya que su plantación fue destruida y confiscada por soldados federales durante la guerra, en la que perdió también a sus dos hijos a causa de la escarlatina. Taylor continuó su participación política después de la guerra, en la que mostró su oposición a la Reconstrucción. 
Después de la muerte de su mujer en 1875 él se movió con sus tres hijas a Winchester, Virginia. Murió en un viaje a Nueva York el 12 de abril de 1879. Luego fue enterrado en el Cementerio Metairie en Nueva Orleans.

## Autobiografía
- Richard Taylor: Destruction and Reconstruction: Personal Experiences of the Late War Editor: D. Appleton and Co, Nueva York 1879. Nueva edición: BiblioLife 2008. ISBN 978-1-4375-3505-1 (en inglés).